# Ngāhinapōuri
'Ngāhinapōuri est une communauté rurale dans le district de Waipa et dans la région de Waikato dans l’Île du Nord de la Nouvelle-Zélande.

## Situation
Elle est localisée sur le trajet de la route State Highway 39/S H39 (en), entre les villes de Whatawhata et Pirongia.
La zone rurale de « Koromatua » est localisée au nord, près de la banlieue de Hamilton nommée Temple View (en).

## Histoire
La zone de Ngāhinapōuri et les environs de Ohaupo, Te Rore et le secteur d’ « Harapēpē » étaient des avant-postes militaires durant la guerre de Waikato (en).
Les fortifications militaires furent construites lors de la colonisation : à proximité de « Tuhikaramea» et de Te Rore en décembre 1863 .
Une autre fortification fut construite vers le nord-est, au nord d’Ōhaupō, en avril 1864.
Les premiers colons européens dans ce secteur furent des hommes de la milice de Bohème venant du village de colonisation de Puhoi au nord de la cité d’Auckland et en 2015, de nombreux descendants de la milice vivent toujours dans le secteur .

## Accès
La zone était précédemment desservie par la gare proche de Ohaupo (en) située sur le trajet de la ligne principale de l’île du Nord (en),.

## Installations
Un golf de 9 trous était en fonctionnement dans le village depuis les années 1940.

## Démographie
Le village de Ngāhinapōuri fait partie du zone statistique (en), qui couvre 73,94 km2, alors qu’avant l’année 2018, il couvrait 132,75 km2, aussi les valeurs comparatives plus anciennes sont entre parenthèses mais les zones du sud et du nord-est ont été transférées dans un autre secteur.
Ceci semble néanmoins correspondre à une population en croissance, qui est plus dynamique que la médiane nationale  ,.
| année | Population  | âge moyen | logements | Revenus médians | Revenus au niveau national |
| ----- | ----------- | --------- | --------- | --------------- | -------------------------- |
| 2001  | (1728)      | 34        | (543)     | $26,200         | $18,500                    |
| 2006  | 1326 (1980) | 36.2      | (654)     | $33,200         | $24,100                    |
| 2013  | 1461 (2106) | 39.9      | (735)     | $38,800         | $27,900                    |
| 2018  | 1668        | 40.3      | 573       | $42,400         | $31,800                    |

11 % de la population est Māori, 53,2 % n’a pas de religion définie.
Le village de Ngāhinapōuri lui-même est dans la zone statistique (en) 0980300, et a une population de 279 habitants, vivant dans 99 maisons en 2013.

## Éducation
L’école de Ngahinapouri est une école publique, mixte, assurant tout le primaire, fondée en  1877 , avec un effectif de 178 élèves en mars 2020.